# Pikmin 4
Pikmin 4 est un jeu vidéo de stratégie en temps réel développé par Nintendo EPD et édité par Nintendo, sorti le 21 juillet 2023 sur Nintendo Switch.

## Synopsis
Après les événements de Pikmin 3, le capitaine Olimar retourne sur la planète PNF-404 avec son ancien vaisseau, le S.S. Dolphin. Du fait d'une anomalie, il s’écrase à nouveau et recrute des Pikmins pour l'aider à retrouver les pièces de son vaisseau. Olimar se lie également d'amitié avec un chien de l'espace qu'il nomme Moss. Après avoir retrouvé sa radio, le capitaine parvient à transmettre un appel de détresse. Cependant, l'équipe de secours venue l'aider s'écrase à son tour. C'est donc à leur nouvelle recrue, incarnée par le joueur, d'intervenir pour porter assistance à Olimar et aux divers membres de l'équipe. Le personnage joué peut également compter sur l'aide d'Otchin, un chien de l'espace lié à l'équipe de secours.

## Système de jeu
Pikmin 4 est un jeu de stratégie en temps réel en 3D. Le joueur contrôle un personnage minuscule qui prend le commandement d'escouades de Pikmin pour explorer diverses zones, trouver des trésors et résoudre des énigmes. Les Pikmin peuvent être dirigés pour effectuer diverses tâches, comme porter des objets et combattre des ennemis, et disposent de faiblesses et forces spécifiques. Par exemple, les Pikmin rouges sont invulnérables au feu, les Pikmin bleus peuvent marcher sous l'eau et les Pikmin ailés peuvent soulever des objets et flotter au-dessus des dangers. Le joueur peut passer d'une espèce de Pikmin à l'autre pour s'adapter à la situation et faire face aux ennemis et aux dangers. Le caméra suiveuse permet d'avoir une vue complète de la zone autour du personnage du joueur, avec une perspective beaucoup plus proche du sol que dans les opus précédents.
Pikmin 4 conserve les types de Pikmin des précédents jeux et introduit deux nouvelles espèces : Les Pikmin de glace, qui sont invulnérables au gel et peuvent geler les ennemis et les étendues d'eau et les Pikmin luisants, qui fonctionnent la nuit et sont utilisables pendant les expéditions nocturnes. Le joueur peut également commander une créature canine appelée Otchin pour l'aider dans son exploration. Comme les Pikmin, Otchin peut être chargé de transporter des objets et d'attaquer les ennemis. Il peut aussi aider à briser des objets cassables, flairer des objectifs tels que des trésors et transporter le personnage du joueur et les Pikmin sur la carte et sur des étendues d'eau. À certains endroits, le joueur peut contrôler directement Otchin pour résoudre des énigmes.
Certaines cartes permettent au joueur d'explorer des zones de nuit, connues sous le nom d'expéditions nocturnes. Dans ce mode, qui fonctionne comme un tower defense, le joueur ne peut utiliser que des Pikmin luisants pour explorer les cartes et récupérer des ressources, tout en combattant les ennemis qui sont attirés par le nid des Pikmin luisants.

## Développement
En septembre 2015, Shigeru Miyamoto dévoile qu'un nouveau jeu dans la série principale est en cours de développement, sans spécifier la console sur laquelle il sortira. Il dévoile aussi que le titre est « presque complété ». Miyamoto confirme en juillet 2016 que le jeu est toujours en développement, mais qu'il ne fait toutefois, pour le moment, pas partie des priorités. Questionné par un journaliste d'Eurogamer au sujet du jeu durant l'E3 2017, Miyamoto déclare que le développement progresse.
Lors du Nintendo Direct du 13 septembre 2022, Pikmin 4 est dévoilé avec une courte bande-annonce. Il est annoncé que le jeu sortira en 2023,.
Lors du Nintendo Direct du 8 février 2023, une nouvelle bande-annonce est présentée, annonçant la date de sortie au 21 juillet 2023. En plus d'un peu de gameplay, l'un des héros de cet opus est présenté aux côtés d'Otchin, un « chien de l’espace » qui servira de compagnon. Il est également révélé une espèce de Pikmin inédite : les Pikmins de glace, qui peuvent geler l'environnement ou les ennemis.
Le 6 juin 2023, une nouvelle vidéo est publiée par Nintendo dans laquelle l'histoire global du jeu est résumée : Olimar étant en détresse, une équipe de secours vient à sa rescousse mais s'écrase sur la planète à son tour. C'est alors à une nouvelle recrue de les secourir, un avatar créé par le joueur.
Lors du Nintendo Direct du 21 juin 2023, une nouvelle bande-annonce est présentée. L'interface du jeu y est dévoilée, avec la présence d'un certain nombre d'anciennes et de nouvelles créatures. Les collectables du jeu sont des trésors, que le joueur doit récupérer à l'aide des Pikmin dans le but d'accéder à de nouvelles régions. Afin de sauver les naufragés d'un mystérieux assaillant, un « duel Dandori » (mode de jeu disponible également hors scénario et en multijoueur), nouveau type de gameplay, est mené, dont le but est de ramasser le plus d'objets possible que l'adversaire dans un temps imparti. Les membres d'équipage nouvellement secourus prennent place par la suite devant leur vaisseau, et permet au joueur de débloquer de nouvelles fonctions pour Otchin, ou de nouveaux équipements afin de faciliter l'exploration de la planète. Enfin, les expéditions de nuit sont présentées, dans lesquelles une nouvelle espèce de Pikmin fait son apparition : les Pikmins luisants. Ces derniers n'apparaissent que de nuit, et peuvent être utilisés afin de protéger les lumilières, desquels ils apparaissent, des créatures en frénésie.

## Accueil

### Critiques
Pikmin 4 reçoit un accueil très positif de la presse spécialisée. Il obtient un score de 87 % sur Metacritic sur la base de 122 critiques et de 97 % sur OpenCritic sur la base de 103 critiques,.

### Distinctions
Le jeu est nommé à deux reprises lors des Games Awards 2023 et remporte un prix dans la catégorie « meilleur jeu de simulation/stratégie ».
| Année | Prix        | Catégorie                            | Résultat   |
| ----- | ----------- | ------------------------------------ | ---------- |
| 2023  | Game Awards | Meilleur jeu familial                | Nomination |
| 2023  | Game Awards | Meilleur jeu de simulation/stratégie | Lauréat    |